# Lucilla
Annia Aurelia Galeria Lucilla, dite Lucilla ou Lucille (7 mars 149 - 182), est une impératrice romaine, seconde fille de l'empereur Marc Aurèle et de l'impératrice Faustine la Jeune. Elle est l'épouse de Lucius Verus, co-empereur et frère adoptif de son père, et une sœur aînée du futur empereur Commode. Ce dernier a ordonné l'exécution de Lucilla après un assassinat raté et une tentative de coup d'État contre lui alors qu'elle avait environ 33 ans.

## Biographie

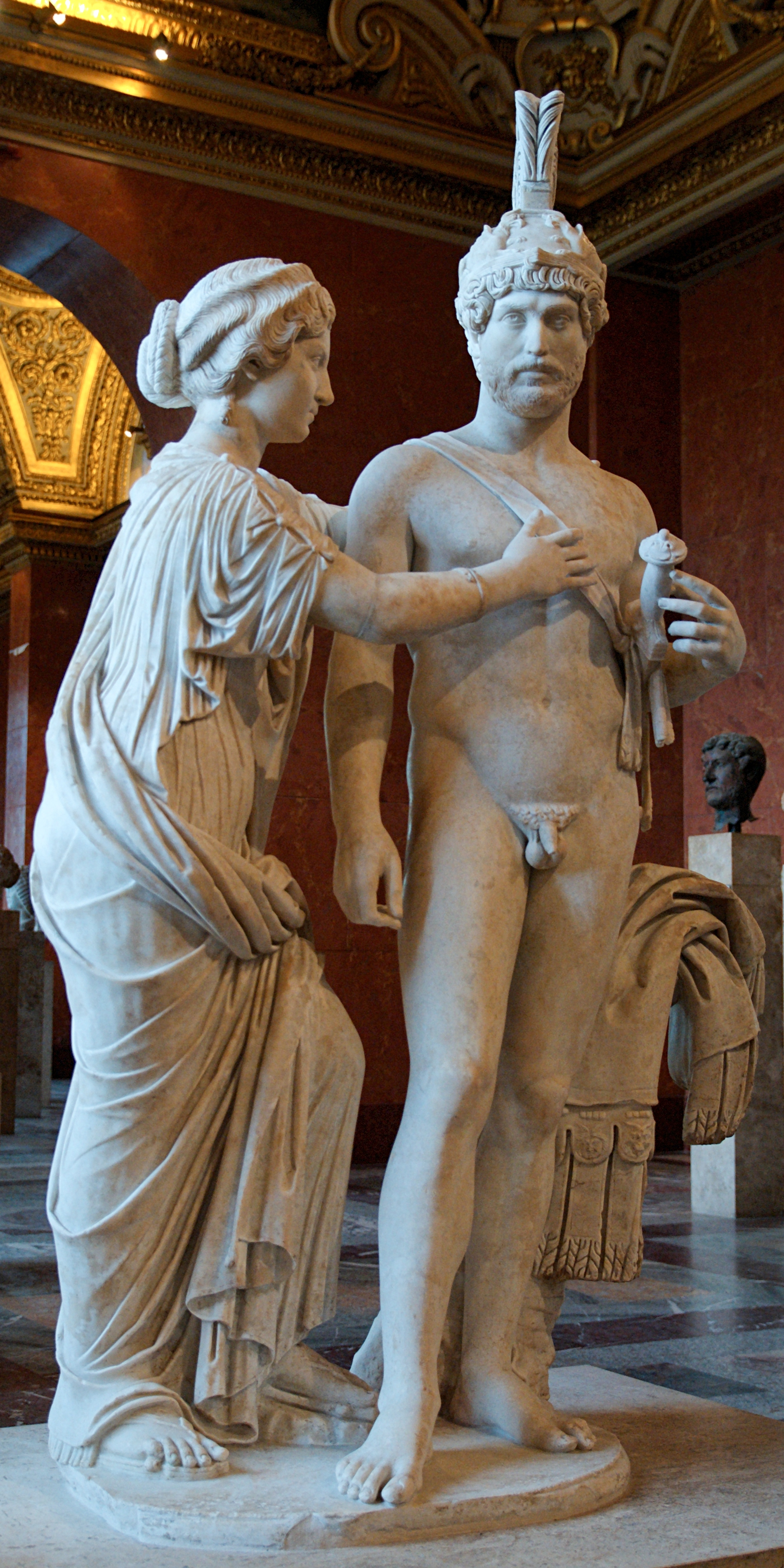
Vénus et Mars maintenant au Louvre, avec Lucilla et Lucius Verus représentant le couple divin.

### Famille
Née et élevée à Rome dans une famille très influente, Lucilla est jumelle avec Gemellus Lucillae, qui meurt vers 150. Ses grands-parents maternels sont le couple impérial Antonin le Pieux et Faustine l'Ancienne et ses grands-parents paternels sont Domitia Lucilla et le préteur Marcus Annius Verus.

### Mariage avec Lucius Verus

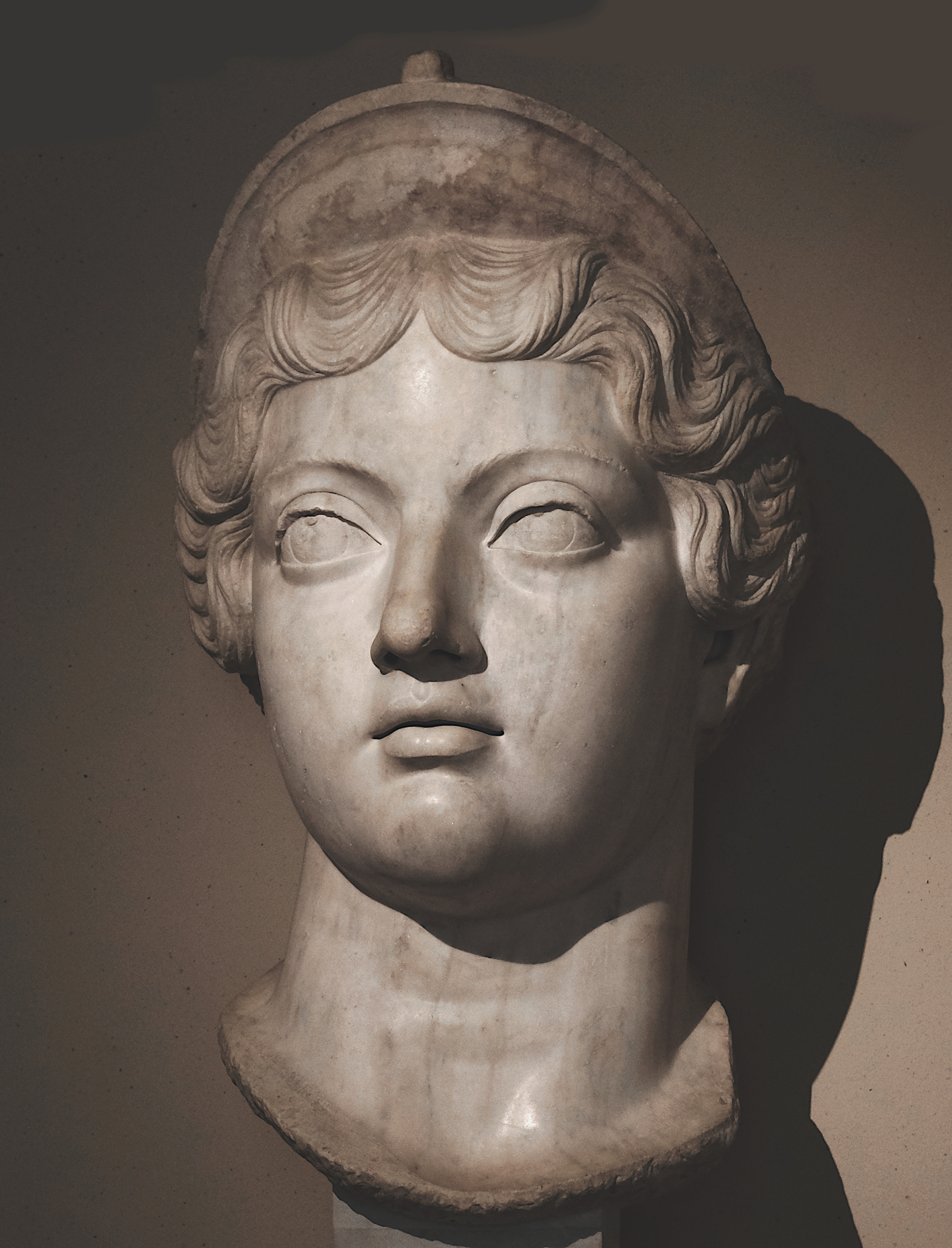
Portrait en marbre de Lucille, épouse de Lucius Verus (Louvre, Ma1171).

En 161, son père arrange son futur mariage avec son coempereur. En 164, elle épouse l'empereur Lucius Verus, de 18 ans son aîné, et reçoit le titre d'Augusta. Pour ce mariage elle se déplace jusqu'à Éphèse, Vérus se trouvant en Orient pour mener la guerre parthique. Par ce mariage et ce voyage, Marc Aurèle réaffirmait la concorde des deux empereurs, en même temps qu'il espérait peut-être modérer les ardeurs de la cour très fastueuse qui s'était créée autour de Vérus à Antioche. Les thèmes de la propagande impériale insistèrent alors sur la concorde des empereurs et la joie (hilaritas) suscitée par le mariage.
Ils ont trois enfants: une fille née à Antioche, en 165, Aurelia Lucilla, qui par la suite épousa Tiberius Claudius Pompeianus Quintianus, fils de Tiberius Claudius Quintianus et neveu paternel du beau-père de sa femme, le second mari de Lucille ; Lucilla Plautia et Lucius Verus qui meurent en bas âge.
Lucilla est une matrone respectable et influente qui passe la plupart de son temps à Rome tandis que Vérus voyage en tant que co-empereur. Lucius Verus meurt vers 168/169 au retour de la guerre dans la région danubienne, à ce moment-là, Lucilla perd son statut d'impératrice.

### Second mariage avec Claudius Pompeianus
Par son statut de princesse impériale, fille de Marc Aurèle et femme de l'ancien co-empereur, Lucilla n'est pas destinée à un long veuvage.
À la mort de Lucius Verus en 169, son père arrange son second mariage avec le général Tiberius Claudius Pompeianus Quintianus. Lucilla et sa mère sont contre cette union dans laquelle l'époux est au moins deux fois plus âgé que l'épouse. De plus, il n'appartient pas à une famille noble romaine, étant originaire d'une famille de rang équestre d'Antioche en Syrie. Malgré tout, elle l'épouse et conserve le titre d'Augusta. Dès l'année suivante, elle donne naissance à un premier fils, Claudius Pompeianus.
Cette fois, elle suit son époux en voyage en 172 alors qu'il accompagne Marc Aurèle à Vindobona lors de la campagne militaire sur le Danube. Ils sont à ses côtés lorsqu'il décède et que Commode devient le nouvel empereur. À partir de cette élection, l'espoir de Lucilla de redevenir impératrice disparait et elle retourne avec son mari à Rome. Le couple a un deuxième enfant, Lucius Aurelius Commodus Pompeianus, né vers 176. 

### Le complot contre Commode
Lucilla est insatisfaite de sa vie de matrone romaine à Rome et elle déteste sa belle-sœur Bruttia Crispina. Elle s'inquiète du comportement instable de Commode et du risque qu'il fait courir pour la stabilité de l'empire.
En 182, elle est mêlée à un complot destiné à éliminer son frère Commode, et à le remplacer par elle et son époux, mais sans succès. Les membres du complot incluent Tarrutenius Paternus, chef de la garde impériale, sa fille Plautia, un neveu de Quintianus nommé aussi Quintianus, et les cousins paternels de Lucilla, l'ancien consul Marcus Ummidius Quadratus Annianus et sa sœur Ummidia Cornificia Faustina. 
Cela témoigne de l'implication large du groupe familial, et en particulier des princesses, dans la politique impériale, annonçant peut-être des phénomènes plus visibles sous les Sévères. Démasquée, Lucille est bannie à Capri et assassinée la même année, alors qu'une vaste purge touche ses proches et les milieux sénatoriaux, entamant une longue confrontation entre Commode et le Sénat.
Son fils Tiberius Claudius Pompeianus Quintianus, consul suffect I en 212 et consul suffect II entre 213 et 217, est assassiné plus tard par Caracalla.

## Numismatique
Ses médailles font souvent allusion à sa fécondité, mais rien ne désigne la date où elles ont été faites. Le grand problème du monnayage de Lucille est de savoir si celui-ci a cessé après la mort de son mari Lucius Vérus ou, au contraire, a continué sous le règne seul de son père, Marc Aurèle.

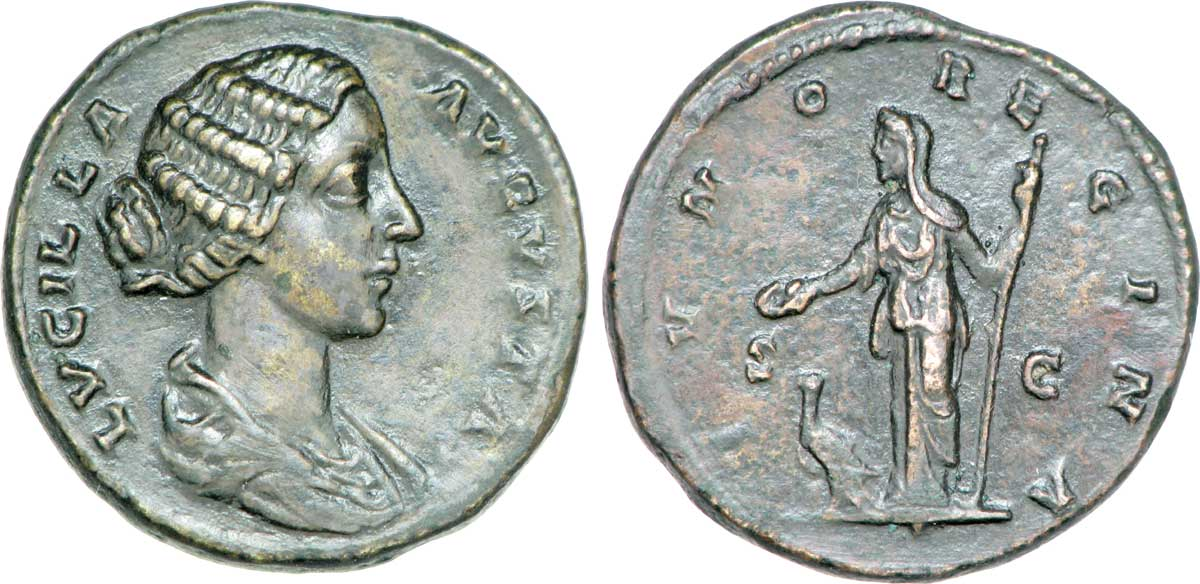
Dupondius à l'effigie de Lucille.Date : 166-169 Description revers : Junon drapée et voilée, debout à gauche, tenant une patère de la main droite et un sceptre de la gauche ; à ses pieds, à gauche, un paon.

## Lucilla dans les arts
- 1964 : La Chute de l'Empire romain d'Anthony Mann, film dans lequel Lucilla est jouée par Sophia Loren.
- 2000 : Gladiator de Ridley Scott, film dans lequel Lucilla est jouée par Connie Nielsen.
- 2016 : Le règne de sang de Richard Lopez, mini-série dans laquelle Lucilla est jouée par Tai Berdinner-Blades.
- 2024 : Gladiator 2 de Ridley Scott, film dans lequel Lucilla est jouée par Connie Nielsen.